# Hydrolagus
Zur Gattung Hydrolagus gehören Knorpelfische (Chondrichthyes) aus der Ordnung der Seekatzen (Chimaeriformes), die zum größten Teil die Tiefsee besiedeln. Die Arten leben in verschiedenen Ozeanen und erreichen eine Körperlänge von 50 bis 80 cm.
Der Name Hydrolagus kommt aus dem Griechischen (Yδωρ „Wasser“ und Λαγos „Hase“) und bedeutet „Wasserhase“.

## Merkmale
Bei Hydrolagus sind die After- und die diphycerke Schwanzflosse zu einem durchgehenden Flossensaum verwachsen, während sie bei Chimaera, der zweiten Gattung der Familie der Kurznasen-Seekatzen, getrennt sind.

## Verbreitung
Nur Hydrolagus colliei lebt auch in flacheren Gewässern, Hydrolagus novaezealandiae bewohnt die Kontinentalabhänge in einer Tiefe von 200 bis 400 m,  andere Arten haben sich an größere Tiefen angepasst. Die meisten Arten leben nahe dem Benthal, also in Bodennähe, und kommen nur selten pelagisch vor.

## Artenliste

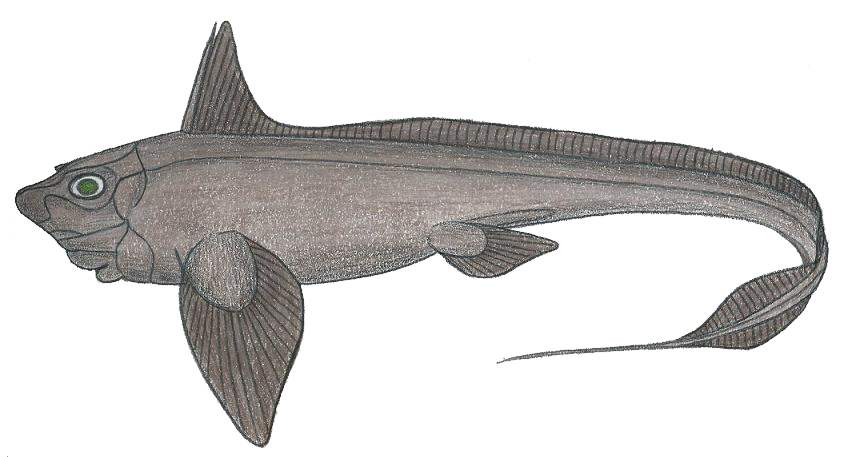
Hydrolagus affinis

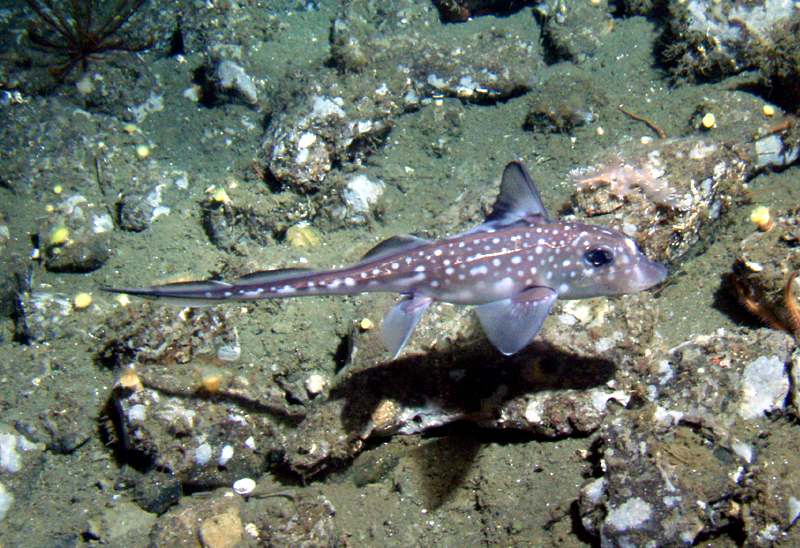
Hydrolagus colliei im Biotop

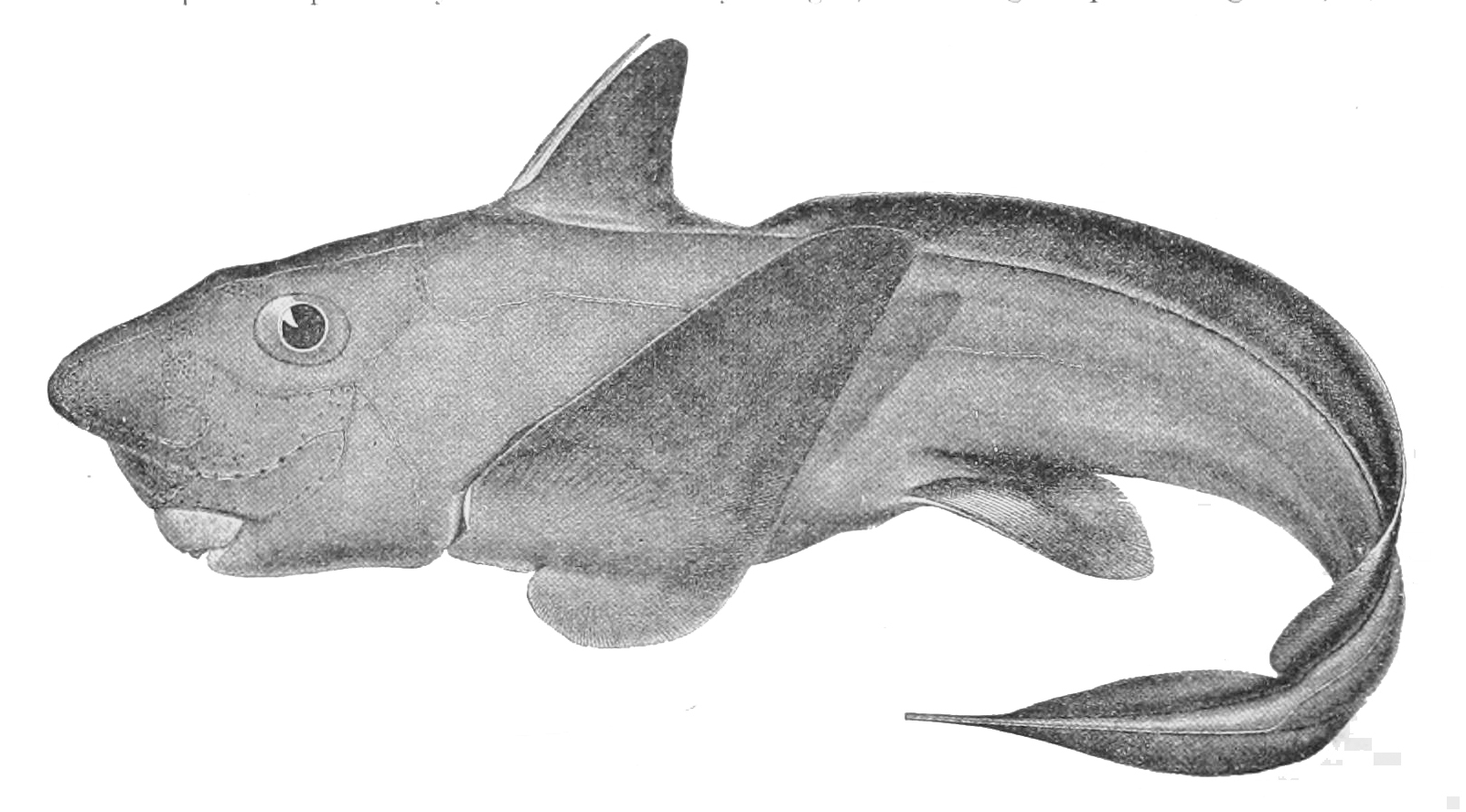
Hydrolagus purpurescens

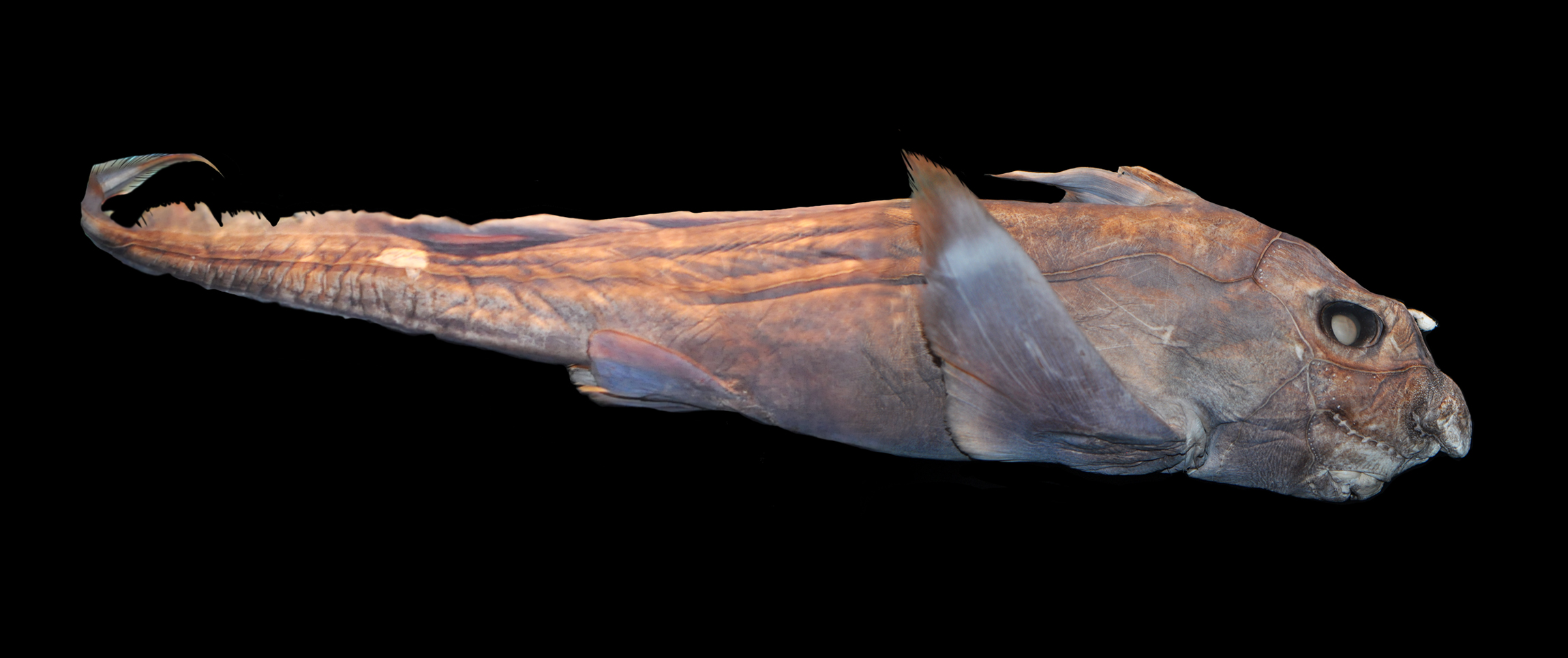
Hydrolagus trolli

Gegenwärtig (Februar 2017) zählt die Gattung 26 Arten:
- Atlantische Chimäre (Hydrolagus affinis) – Ostküste Nordamerikas und Küste Portugals
- Afrikanische Chimäre (Hydrolagus africanus) – Küste Ostafrikas
- Alberts Seeratte (Hydrolagus alberti) – Atlantischer Ozean in Äquator-Nähe
- Hydrolagus alphus – Meeresgebiet um die Galapagos-Inseln, 600 – 900 m Tiefe (Erstbeschreibung 2006)
- Hydrolagus barbouri
- Hydrolagus bemisi
- Gefleckte Seeratte (Hydrolagus colliei) – Westküste Nordamerikas
- Deans Seeratte (Hydrolagus deani)
- Hydrolagus eidolon
- Hydrolagus erithacus
- Hydrolagus homonycteris
- Gespenster-Seeratte (Hydrolagus lemures)
- Hydrolagus lusitanicus – Kontinentalabhang vor der Küste Portugals, 1600 m Tiefe (erstmals beschrieben 2005)
- Hydrolagus macrophthalmus
- Hydrolagus marmoratus
- Hydrolagus matallanasi – Küste Rio de Janeiro und Santa Catarina
- Hydrolagus mccoskerii
- Hydrolagus melanophasma
- Hydrolagus mirabilis
- Hydrolagus mitsukurii
- Neuseeland-Seekatze[5] (Hydrolagus novaezealandiae) – Südwest-Pazifik
- Hydrolagus ogilbyi – Südostasien, Australien
- Hydrolagus pallidus
- Purpurne Seeratte (Hydrolagus purpurescens)
- Hydrolagus trolli
- Hydrolagus waitei